# Уэйкман, Рик
Рик Уэйкман (англ. Rick Wakeman, полное имя Ричард Кристофер Уэйкман, англ. Richard Christopher Wakeman; 18 мая 1949, Перивейл, Лондон, Англия) — британский клавишник и композитор, наиболее известный как участник прогрессивной рок-группы Yes в течение пяти сроков с 1971 по 2004 год, а также своей плодотворной сольной карьерой.
Один из самых известных музыкантов-виртуозов, играющих на клавишных инструментах. Стал известен после совместных выступлений с группами Strawbs и Yes. Он один из первых начал использовать электронные клавишные инструменты в сочетании с оркестром и хором.
Дискография Уэйкмана включает более 100 сольных альбомов охватывающих целый ряд музыкальных стилей, во всем мире их было продано больше 50 миллионов копий. Его самые продаваемые и самые известные альбомы — первые три: The Six Wives of Henry VIII (1973), номер один в Великобритании Journey to the Centre of the Earth (1974) и The Myths and Legends of King Arthur and the Knights of the Round Table (1975), все альбомы концептуальные.
В 2017 году он был включен в Зал славы рок-н-ролла как участник группы Yes. В 2021 году он был награждён орденом Британской империи за заслуги в области музыки и радиовещания.

## Биография
Родился 18 мая 1949 года в пригороде Перивейл в Западном Лондоне, Великобритания. В семь лет Уэйкман начал еженедельные уроки игры на фортепиано, оплачиваемые его отцом, который тратил почти половину своего дохода на обучение. Посещал среднюю школу поместья Дрэйтон. Изучал фортепиано, кларнет и оркестровку в Королевском колледже музыки, но бросил учёбу, чтобы стать сессионным музыкантом.
Уэйкман стал штатным сессионным музыкантом, исполняя и аранжируя музыку для других музыкантов, фильмов, а также телевизионных и радио-джинглов не реже восемнадцати раз в неделю. По оценкам, за свою карьеру он принял участие примерно в 2000 сессий. Среди его первых сессий была игра на меллотроне на «Space Oddity» Дэвида Боуи (также его игру можно услышать в песнях Life on Mars?, Changes и Oh! You Pretty Things). Также он играл с Кэтом Стивенсом, Лу Ридом и Элом Стюартом.
Известность Уэйкмана возросла во время его пребывания в фолк-рок-группе The Strawbs. Он играл на пианино в качестве сессионного музыканта на альбоме Dragonfly (1970).
В июле 1971 года Боуи пригласил Уэйкмана присоединиться к его новой группе поддержки, The Spiders from Mars, в тот же день, когда басист Крис Сквайр из Yes предложил ему присоединиться к ним, после того как Тони Кэй ушел из группы. Уэйкман согласился встретиться с Yes, когда они репетировали для своего четвёртого альбома Fragile (1971), и во время его первой сессии с группой были записаны «Heart of the Sunrise» и «Roundabout», две знаковые песни группы. Уэйкман решил, что Yes предлагает более выгодные возможности, и отклонил предложение Боуи. С Yes его заработок вырос с 18 до 50 фунтов стерлингов в неделю.
Fragile был записан за пять недель, чтобы группа могла возобновить гастроли и помочь профинансировать новый набор клавишных для Уэйкмана. В альбоме есть сольный трек, написанный каждым участником; трек Уэйкмана, «Cans and Brahms», является адаптацией третьей части Симфонии № 4 Иоганнеса Брамса, сыгранной на электронных клавишных. Он назвал его «ужасным», поскольку контрактные споры между Atlantic Records, которые подписали контракт с Yes, и A&M помешали ему написать собственную композицию.
В 1972 году Yes последовали за Fragile с Close to the Edge, который считается знаковым альбомом прогрессивного рока, и в котором Уэйкман играет на церковном органе и клавесине. Уэйкман назвал альбом «одним из лучших моментов в карьере Yes».

В январе 1973 года Уэйкман выпустил свой дебютный сольный альбом The Six Wives of Henry VIII. Он был записан в 1972 году во время перерывов в гастролях и записи с Yes, и в нём приняли участие участники группы, The Strawbs и другие приглашенные музыканты. Альбом инструментальный, его концепция основана на музыкальных интерпретациях Уэйкманом характеристик шести жен Генриха VIII. Альбом достиг 7-го места в Великобритании и 30-го места в США.
Двойной концептуальный альбом Yes Tales from Topographic Oceans был выпущен в ноябре 1973 года. Уэйкман выражал неприязнь и разочарование к альбому. Он дистанцировался от группы, проводил время в баре в студии и сыграл на «Sabbra Caddabra» из альбома Sabbath Bloody Sabbath группы Black Sabbath, которые записывались в соседней студии.
Во время тура Уэйкман записал альбом «Journey to the Centre of the Earth», основанную на одноименном романе Жюля Верна.
Уэйкман впервые покинул Yes после окончания тура 18 мая 1974 года, в свой двадцать пятый день рождения.
В 1975 году он выпустил альбом «The Myths and Legends of King Arthur and the Knights of the Round Table» («Мифы и легенды Короля Артура и Рыцарей Круглого стола»). С выпуском этого альбома Уэйкман обанкротился, так как на сопровождающие альбом театральные показы, музыкантов, оркестр и хор были потрачены огромные деньги.
В ноябре 1976 года Yes пригласили присоединиться к ним в Монтрё, Швейцария, когда они работали над новыми песнями для Going for the One (1977). Их клавишник Патрик Мораз ушел на ранних стадиях работы из-за «огромного психологического давления внутри группы». Услышав новый материал группы, состоящий из более доступных и лаконичных песен, Уэйкман согласился сыграть на альбоме в качестве сессионного музыканта, но впоследствии он согласился вернуться в группу на постоянной основе.
После гастролей с Yes в 1979 году и неудачных попыток записать новый альбом с группой, Уэйкман и вокалист Джон Андерсон покинули группу в начале 1980 года.
В конце 1988 года Уэйкман объединился с бывшими коллегами по Yes Джоном Андерсоном, Биллом Бруфордом и Стивом Хау, чтобы сформировать новую группу Anderson Bruford Wakeman Howe. Группа возникла, когда Андерсон все больше разочаровывался в коммерческом направлении Yes и покинул группу, чтобы создавать музыку, отражающую звучание группы 1970-х годов. Их одноименный альбом был выпущен в 1989 году. Треки, изначально записанные для второго альбома, были добавлены в незавершенный альбом Yes и выпущены как Union в 1991 году, в результате чего Yes превратились в группу из восьми человек, а Уэйкман разделил клавишные с оригинальным клавишником Yes Тони Кэйэм. Уэйкман ушел из группы в 1993 году после управленческих разногласий с руководством группы и с ним самим.
Летом 1995 года Уэйкман согласился вернуться в Yes, что ознаменовало возвращение «классического» состава. Они работали над новым студийным материалом и дали живые концерты в 1996 году, которые были выпущены на Keys to Ascension (1996) и Keys to Ascension 2 (1997). Уэйкман покинул Yes в мае 1997 года.
В апреле 2002 года Уэйкман вернулся в Yes в пятый и последний раз. После тура 2004 года Yes взяли четырёхлетний перерыв, во время которого Уэйкман ушел из масштабных туров из-за проблем со здоровьем. Когда группа воссоединилась в 2008 году, сын Уэйкмана Оливер заменил его на клавишных.
С марта 2009 года — патрон факультета клавишных музыкального колледжа Tech Music School.

## Личная жизнь
Уэйкман был женат четыре раза и имеет шестерых детей. Был женат на модели Нине Картер (развод).
- Дети: Адам Уэйкман, Оливер Уэйкман, Бенджамин Уэйкман, Джемма Уэйкман, Оскар Уэйкман и Манда Уэйкман. Они унаследовали от отца интерес к музыке.

У Уэйкмана было несколько сердечных приступов, первый из них был вскоре после ухода из Yes, в июле 1974 года.

## Дискография
| Сольные: - 1971 — Piano Vibrations - 1973 — The Six Wives of Henry VIII - 1974 — Journey to the Centre of the Earth - 1975 — Lisztomania - 1975 — The Myths and Legends of King Arthur and the Knights of the Round Table - 1976 — No Earthly Connection - 1977 — White Rock - 1977 — Rick Wakeman’s Criminal Record - 1979 — Rhapsodies - 1981 — 1984 - 1981 — Burning - 1983 — Cost Of Living - 1983 — G’olé! - 1985 — Silent Nights - 1985 — Live at Hammersmith - 1986 — Crimes of Passion - 1987 — The Family Album - 1988 — Zodiaque - 1988 — Time Machine - 1988 — A Suite of Gods - 1989 — Sea Airs - 1989 — Black Knights at the Court of Ferdinand IV - 1990 — Night Airs - 1990 — Phantom Power (soundtrack) - 1991 — 2000 A.D. Into The Future - 1991 — Aspirant Sunrise - 1991 — Aspirant Sunset - 1991 — Aspirant Sunshadows - 1991 — Rock N' Roll Prophet Plus - 1991 — The Classical Connection 1 - 1992 — Country Airs - 1992 — The Classical Connection 2 - 1993 — African Bach - 1993 — Heritage Suite - 1993 — Wakeman with Wakeman - 1993 — Prayers - 1993 — No Expense Spared - 1994 — Romance of the Victorian Age - 1995 — Softsword — King John & The Magna Charter - 1995 — The Seven Wonders of the World - 1996 — Can You Hear Me? - 1997 — Simply Acoustic (The Piano Album с дополнениями) - 1997 — Fields of Green '97 - 1997 — Tribute to the Beatles - 1999 — Return to the Centre of the Earth - 1999 — White Rock II - 1999 — The Natural World Trilogy - 1999 — The Art in Music Trilogy - 1999 — The Masters - 1999 — Stella Bianca - 2000 — Preludes to a Century - 2000 — Chronicles of Man - 2000 — Christmas Variations - 2000 — Morning Has Broken - 2001 — Two Sides of Yes - 2001 — Classical Variations - 2002 — Songs of Middle Earth - 2002 — The Wizard and the Forest of All Dreams - 2002 — Two Sides of Yes Volume 2 - 2003 — Frost in Space - 2003 — Out There - 2004 — Almost Classical - 2005 — At Lincoln Cathedral - 2006 — Retro - 2007 — Retro 2 - 2009 — Past, Present and Future - 2010 — Always With You - 2012 — Journey to the Centre of the Earth - 2016 — The Myths and Legends of King Arthur and the Knights of the Round Table Remake - 2017 — Piano Portraits - 2018 — Piano Odyssey - 2019 — Christmas Portraits - 2020 — The Red Planet - 2020 — Hero, The Official Film of the 1986 FIFA World Cup - 2020 — Second Edition Box Of Boots - 2021 — Rick Wakeman’s Yes Solos - 2023 — A Gallery Of The Imagination - 2024 — Yessonata с Mario Fasciano: - 1999 — Stella Bianka с The Strawbs: - 1970 — Just a Collection of Antiques and Curios - 1971 — From the Witchwood с Ozzy Osbourne: - 1995 — Ozzmosis с Warhorse: - 1970 — Warhorse - 1971 — Red Sea c Yes: - 1971 — Fragile - 1972 — Close to the Edge - 1973 — Tales from Topographic Oceans - 1977 — Going for the One - 1978 — Tormato - 1991 — Union - 1996 — Keys to Ascension - 1997 — Keys to Ascension 2 с Джоном Андерсоном: - 2010 — The Living Tree Концертные: - 1973 — Yessongs - 1980 — Yesshows - 1996 — Keys to Ascension - 1997 — Keys to Ascension 2 - 1998 — Themes - 2000 — The Legend: Live in Concert 2000 - 2001 — Out of the Blue - 2007 — Live at Montreux 2003 - 2007 — Live at the BBC - 2009 — The Six Wives of Henry VIII: Live at Hampton Court Palace - 2012 — In the Nick of Time: Live in 2003 Сборники: - 1975 — Yesterdays (первый трек) - 1981 — Classic Yes - 1991 — Yesyears - 1992 — Yesstory - 1993 — Highlights: The Very Best of Yes - 2001 — Keystudio - 2001 — Tales of Future and Past - 2002 — In a Word: Yes (1969 —) - 2002 — The Yes Piano Variations - 2003 — The Ultimate Yes: 35th Anniversary Collection - 2005 — The Word Is Live - 2006 — Essentially Yes |